# Miri Yu
Miri Yu (Tsuchiura, 22 de junio de 1968) es una guionista, novelista y ensayista surcoreana. Yu escribe en japonés, su lengua nativa es zainichi coreana.

## Biografía
Yu nació en Tsuchiura Ibaraki Prefecture, Japón, de padres coreanos y creció en Yokohama, Kanagawa. Después de abandonar el instituto Kanagawa Kyoritsu Gakuen, se unió al grupo de teatro Tokyo Kid Brothers, trabajó como actriz y asistente de dirección. En 1986, formó un grupo llamado Seishun Gogetsutō y la primera de varias de sus obras se publicó en 1991.
A principios de la década de los 90, Yu cambió a escribir prosa. Sus novelas incluyen: Casa Llena ( Furu Hausu, 1996), la cual ganó el Premio Noma por mejor trabajo por un nuevo autor; Cine Familiar (Kazoku Shinema 1997), la cual ganó el prestigioso Premio Akutagawa; "Prisa Dorada" (Gōrudo Rasshu 1998), la cual fue traducida al inglés como Gold Rush (2002); y "El fin de Agosto"  (Hachi-gatsu no Hate, 2004). Ha publicado una docena de libros de ensayos y memorias,  es editora y contribuye en el trimestral literario "en-taxi". Su memoria superventas "Life" (Inochi) se convirtió en película, titulada también Inochi.
La primera novela de Yu, una obra semiautobiográfica titulada "El Pez Nadando en la Piedra" (Ishi ni Oyogu Sakana () publicado en la edición de septiembre de 1994 de la revista literaria Shinchō, se convirtió en el foco de una controversia ética y legal. El modelo para uno de los principales personajes de la novela y la persona a que se refiere indirectamente por el título, objetó a su representación en la historia. La publicación de la novela en forma de libro fue bloqueada por orden judicial y algunas bibliotecas restringieron el acceso a la versión de la revista. Después de una prolongada batalla legal y un amplio debate sobre los derechos de los autores, lectores y editores frente a los derechos individuales a la privacidad, se publicó una versión revisada de la novela en 2002.
Desde 2001, Yu ha vivido en Kamakura. Tiene un hijo.

## Publicado
- 1996, Casa llena
- 2020, El pez Nandando en la piedra (Ishi ni Oyogu Sakana)
- 2002, Prisa Dorada (en inglés: Gold rush) ISBN 1-56649-283-1

## Premios
- 1996, Premio Akutagawa
- 1996, Premio Noma
- 2020, Premio Nacional del Libro.[1]